# Бельцы-Город (станция)
Бельцы-Город (рум. Gara Bălți-Oraș), или Западный вокзал — один из железнодорожных вокзалов Бельц, расположенный на площади ограничивающей начало улицы 31 августа 1989. Является вторым важным железнодорожным узлом в Бельцах и на севере Молдавии, после Северного Вокзала.

## История
Станция открыта в 1917 году.
Здание вокзала построено в неороманском стиле с заметными вкраплениями конструктивизма, входит в список памятников архитектуры национального значения. После Второй мировой войны часть зданий вокзального комплекса была снесена[2].
В 2012 году проведен капитальный ремонт здания вокзала.